# Phuntsog Namgyal
Pour les articles homonymes, voir Namgyal.
Phuntsog Namgyal (1604–1670) fut le premier chogyal (monarque) du Royaume du Sikkim, devenu État de l'Inde depuis 1975. Il fut consacré en 1642 à l'âge de 38 ans. Phuntsog était le 5e descendant de Gourou Tashi, un prince du XIIIe siècle de la Maison de Minyak dans le Kham, la province orientale du Tibet. Au XIIIe siècle, selon la légende, Gourou Tashi eut une révélation divine pendant une nuit, qui l'instruisit de voyager au sud pour chercher fortune. Ses descendants formèrent la famille Royaume du Sikkim,
Selon la légende, Padmasambhava, un maître bouddhiste indien du IXe siècle avait prédit l'événement qu'un Phuntsog de l'Est serait le prochain chogyal du Sikkim. En 1642, trois lamas, du nord, de l'ouest, et du sud sont allés à la recherche de cette personne dont la venue avait été prédite. Près de l'actuel Gangtok, ils ont trouvé un homme tourbillonnant du lait. Il leur a offert quelques rafraîchissements et leur offrit l'abri. Ils furent tellement impressionnés par ses actions pensèrent qu'il était la personne prédite et l'ont couronné roi. Le couronnement a eu lieu à Norbughang, près de Yuksom sur une dalle de pierre située sur une colline couverte de pins, et il a été oint en l'aspergeant d'eau d'une urne sacrée. 
Phuntsog, avec les lamas, ont enseigné le bouddhisme aux tribus locales Lepcha et il a étendu son royaume jusqu'à la Vallée de Chumbi au Tibet, une partie de l'actuelle Darjeeling au sud, et la partie est du Népal. 
Phuntsog a transféré sa capitale à Yuksam et a institué la première administration centralisée. Le royaume a été divisé en douze Dzongs, ou les quartiers sous un Lepcha Dzongpon (gouverneur) qui a dirigé un conseil de douze ministres. Pendant son règne, le bouddhisme a été consolidé comme religion établie au Sikkim. Son fils, Tensung Namgyal, lui succéda en 1670. 